# Hexenkartothek
Die Hexenkartothek (auch Hexen-Sonderauftrag, H-Sonderauftrag) war eine staatlich-wissenschaftliche Großunternehmung zur Zeit des Nationalsozialismus zur Erforschung der Hexenverfolgung.
Das Interesse des Reichsführers SS Heinrich Himmler an der Geschichte der frühneuzeitlichen Hexenverfolgung mündete schon recht bald nach der nationalsozialistischen Machtergreifung in ein institutionalisiertes Forschungsunternehmen, mit dem das Thema wissenschaftlich aufgearbeitet werden sollte.

## Heinrich Himmlers Interesse an der Hexenverfolgung
Die Geschichte der frühneuzeitlichen Hexenprozesse gehörte zu den Lieblingsthemen des Reichsführers SS Heinrich Himmler. Einen Grund für das Faible des SS-Chefs vermuten die Forscher in einer Familiensage der Himmlers: Ein Vetter namens Wilhelm August Patin, SS-Obersturmbannführer und Stiftskanonikus der Münchner Hofkirche, verbreitete gern, eine Urahnin Heinrich Himmlers namens Passaquay sei einst als Hexe verbrannt worden. Im „Rahmen der Erforschung des Hexenwesens“ war man auf eine vorgebliche Ahnenfrau Himmlers mit Namen Margareth Himbler aus Markelsheim gestoßen, welche am 4. April 1629 in Mergentheim als Hexe verbrannt wurde. Nach Kriegsende wollte er alle früheren Hinrichtungsplätze interdisziplinär erforschen lassen. Den Anlass dafür lieferte Hermann Göring, der einmal beiläufig erwähnte, dass er bemerkt habe, dass an früheren Hinrichtungsplätzen heute noch die Raben in besonderem Maße kreisen oder sich dort niederlassen.
Es zeigt sich, dass Himmler bei seinem Interesse an der Hexenverfolgung nicht als Verfolger von Verfolgern lernen wollte, wie es auf den ersten Blick scheint; vielmehr betrachtete er die Hexenverfolgung als ein Verbrechen der katholischen Kirche und den Versuch, altgermanisches Erbe zu vernichten. Des Weiteren vermutete er dahinter eine jüdische Konspiration. Was im H(exen)-Sonderauftrag mit fragwürdigen wissenschaftlichen Methoden zusammengetragen wurde, sollte nach Himmlers Willen direkt in die Propaganda der NS-Volksbildung einfließen.

## Die Hexenkartothek
Heinrich Himmlers Interesse an der Hexenverfolgung führte kurz nach der „Machtergreifung“ durch die NSDAP zu einem Projekt, in dem diese wissenschaftlich aufgearbeitet werden sollte. Auf Himmlers Veranlassung hin wurde 1935 ein Forschungsunternehmen ins Leben gerufen, das sich diesem Thema bis 1944 genauer widmete. Dieses Unternehmen, auch der „H(exen)-Sonderauftrag“ genannt, wurde innerhalb des Sicherheitsdienstes (SD) eingerichtet. Der Auftrag bildete ab 1939 im Reichssicherheitshauptamt, Amt II und ab 1941 im Amt VII („Weltanschauliche Forschung und Auswertung“), eine eigene Dienststelle. 1935 wurde eine weitere Forschungsstelle „Das Ahnenerbe e. V.“ gegründet. Im Zweiten Weltkrieg wandte sich „Das Ahnenerbe“ verstärkt den Naturwissenschaften und kriegsbedingten Forschungsaufträgen zu.
Ab 1935 durchkämmten hauseigene SS-Forscher, davon nur 14 hauptamtliche Mitarbeiter, (unter anderem Rudolf Levin, Friedrich Murawski, Wilhelm August Patin, Wilhelm Spengler) im Dienste des als H-Sonderauftrag abgekürzten Projekts über 260 Bibliotheken und Archive auf der Suche nach Spuren sämtlicher Hexenprozesse seit dem Mittelalter. Ihre Recherchen führten sie überwiegend verdeckt durch und werteten Akten sowie Forschungsliteratur aus. Sie gaben sich zum Beispiel als Studenten der Universität Berlin oder Universität Leipzig aus, recherchierten unter dem Vorwand der Familienforschung und gingen von heimlichen Tarnadressen aus zu Werke. Bei den Forschungen halfen ihnen Empfehlungsschreiben mit dem Briefkopf des Seminars für historische Hilfswissenschaften am historischen Institut der Universität Leipzig oder Briefbögen der Reichsstudentenführung. Da 1935 Lokal- und Regionalstudien überwogen und es an flächendeckenden Studien mangelte, mussten die SD-Forscher den Weg in die Archive des Reiches finden. Auf 33.846 großformatigen Karteibögen, auch Hexen-Blätter genannt, dokumentierten sie Fälle von Hexenverfolgung und Hexenverbrennung aus ganz Deutschland. Ihre Recherchen gingen bis hin nach Indien und Mexiko. Der erste ausgefüllte Erhebungsbogen ist auf den 12. August 1935 datiert. Bei den Karteibögen handelt es sich um DIN A4 große Karteiblätter mit 37 vorgedruckten Feldern, auf denen zum Beispiel Name, Adresse, Familienverhältnisse, Verhaftungsdaten, Prozessverlauf, Geständnis, Urteil und Hinrichtung der Verurteilten stichpunktartig erfasst wurden. Die Dokumentation der Hexenkartothek ist also an den Opfern orientiert. Die Karteiblätter selbst wurden ortschaftsweise in 3621 Mappen zusammengeheftet und alphabetisch nach Ortsnamen sortiert. Von den Ortschaftsmappen betreffen 3104 Deutschland, der Rest ging über Deutschland hinaus. In den 9 Jahren der Forschung entstanden 3670 Akteneinhänge mit den über 30.000 Erhebungsbögen („H[exen]-Blättern“), Transkriptionen, Aktenkopien, regional gegliederte thematische Bibliographien, projektierte Publikationen des Nordland-Verlages und Historienfilme.
Von den 30.000 Karten der Kartothek entfallen 6.153 (= 20,5 %) auf das Gebiet des heutigen Bundeslandes Bayern. Die Hexenkartothek umfasst weiterhin eine Urkunden-, Orts-, Personen-, Literatur-, Archiv- sowie „Problemkartei I–VIII“. Welche Funktionen die Problemkartei erfüllte, kann bis zum heutigen Zeitpunkt nicht beantwortet werden. Die „H(exen)-Blätter“ beinhalten weiterhin eine Quellen- und Bildsammlung, die zusammen mit der Dienstbibliothek des H-Sonderauftrags und den Dienstakten die Hinterlassenschaft der SS-Hexenforscher bilden. Das seinerseits modernste Propagandamittel, der Film, wurde ebenfalls in das Hexenthema vom Reichsführer SS eingeschlossen. Der sudetendeutsche Schriftsteller Friedrich Norfolk, von Himmler engagiert, volkstümliche Jugendliteratur und historische Romane zum Hexenthema zu verfassen, wirkte ebenfalls an den damals „befohlenen H-Filmfäden“ mit. Norfolk hatte den Plan einer Hexentrilogie, für die er zwei bis drei Jahre plante. Heinrich Himmler war dies zu aufwendig gewesen. Sein Ziel waren eine ganze Menge kleinerer Hexen-Geschichten mit 60–100 Seiten, die bequem in kürzester Zeit durchgelesen werden können.
Leiter des H-Sonderauftrags war Rudolf Levin. Vermutlich verfolgte die Gruppe um Levin ab 1941 nicht nur die Ansätze der Opferforschung, sondern suchten den Schuldbeweis gegen das Weltjudentum. 1938 skizzierte Levin das Profil seiner Forschungsgruppe. So richteten sich die Arbeiten der Gruppe auf folgende Probleme:
1. Erforschung der rassen- und bevölkerungsgeschichtlichen Folgewirkungen der Hexenprozesse
2. die Wertung der Frau in Hexenprozessen und
3. einen Überblick über das bisherige Schrifttum zu den Hexenprozessen, sowie das Verfertigen einer thematischen Bibliographie.

Ab 1941 leitete Levin das Referat C3 „wissenschaftliche Sonderaufträge“ im Amt VII, auch ein „ständiges Hilfsreferat für die H-Forschung“. Über die Arbeiten im Sicherheitsdienst Reichsführer SS hinaus versuchte Rudolf Levin sich im universitären Wissenschaftsbetrieb zu etablieren, um in die Fußstapfen seines Amtschefs, Franz Alfred Six, zu treten, stand aber als Assistent in dessen Schatten. Über den H-Sonderauftrag wirkende SS-Führer waren ebenfalls Franz Alfred Six und Wilhelm Spengler.
Selbst nach den neun Jahren intensiver Arbeit erschien nicht ein einziges Buch zu diesem Thema, geschweige denn gelangte nur eines in druckreifen Zustand. Rudolf Levin gelang es nicht mehr, sich über das Thema zu habilitieren. 1944 wurde seine Habilitationsschrift sogar von sorgfältig ausgewählten Professoren der Universität München abgelehnt. Auf dem Arbeitsplan von 1942 standen mehr als ein Dutzend aufwendiger Abhandlungen, darunter zum Beispiel eine Studie über die geisteswissenschaftlichen Grundlagen des H-Komplexes, die wirtschaftlichen Folgen der H-Prozesse oder ein Grundbuch der H-Forschung. Auch kriegsbedingte Benutzungseinschränkungen in Archiven und Bibliotheken behinderten die Forschung, Recherchen nach Hexenprozessakten waren weit unwichtiger als die kriegswichtige Arbeit.
Am 19. Januar 1944 stellte der Sicherheitsdienst (SD) die Erfassungsarbeiten kriegsbedingt ein, da nach Levin „jetzt andere politisch aktuelle Fragen sehr drängen“. Ausgelagert ins Schloss der Grafen Haugwitz bei Glogau überstand die Hexenkartothek den Zusammenbruch des Dritten Reiches und befindet sich heute im Staatsarchiv Poznań (Polen); eine Kopie ist im Bundesarchiv, Berlin-Lichterfelde, einsehbar.
Heute ist es Professor Gerhard Schormann zu verdanken, dass das Material zu den verschiedenen Hexenprozessen Anfang der 1980er Jahre bekannt gemacht wurde. Nach Schormanns Ausführungen hat die heutige Wissenschaft sich zwei Fragestellungen zum Ziel gemacht:
1. den H-Sonderauftrag als SS-Institution in die Geschichte des Nationalsozialismus einzuordnen,
2. der wissenschaftliche Nutzen der Arbeit für die damalige und heutige Forschung an der Hexenverfolgung.

## Schlussfolgerung
Die Forscher des H-Sonderauftrags kamen nicht wesentlich über das Stadium der Materialsammlung hinaus. Grund dafür waren nicht nur Zeitnot, sondern vielleicht auch mangelnde Qualifikationen und Kenntnisse der Forscher. Das Projekt war überdimensioniert und in der kurzen Zeit nicht zu verwirklichen. Zudem war das „Ergebnis“ ideologisch schon vorgegeben: die Schuld der Kirche und die jüdisch-christliche Auflehnung gegen die germanische Kultur. 1945 ließ jedoch das nahende Kriegsende eine Auswertung des Projektes durch die SS-Leute nicht mehr zu. Heute sollten die Aufzeichnungen der SS-Forscher mit Vorsicht betrachtet werden, da die Kartothek Unvollständigkeiten und Fehler, vor allem in den Detailangaben, aufweist. Mangelnde Regelungen führten dazu, dass die Mitarbeiter des Reichssicherheitshauptamtes bei der Erstellung der Kartothek keine einheitlichen Bewertungskriterien angewandt haben.
Der Wert der Kartothek für die Erforschung der Hexenverfolgung in der frühen Neuzeit lässt sich anscheinend pauschal nicht festlegen. Indessen hat diese Forschung im Dritten Reich geholfen, die gängige Ideologie historisch zu untermauern. Gerhard Schormann, der als einer der ersten die Kartei erforschte, benannte schon deren doppelten Zweck: Überbleibsel altgermanischen Glaubens aufzufinden und das zu den Hexenprozessen erbrachte Material zu antichristlicher, speziell gegen die katholische Kirche gerichteter Propaganda zu verwenden. Die Kartothek erhält ihren Wert dadurch, dass die SS inzwischen verlorene oder ganz abgelegene Archivalien zur Forschung nutzte.
Es sind Daten und Zahlen von angeklagten Hexen entstanden, die heute als statistische Schätzwerte von Wert sind.